# ثوران صهاري تدفقي

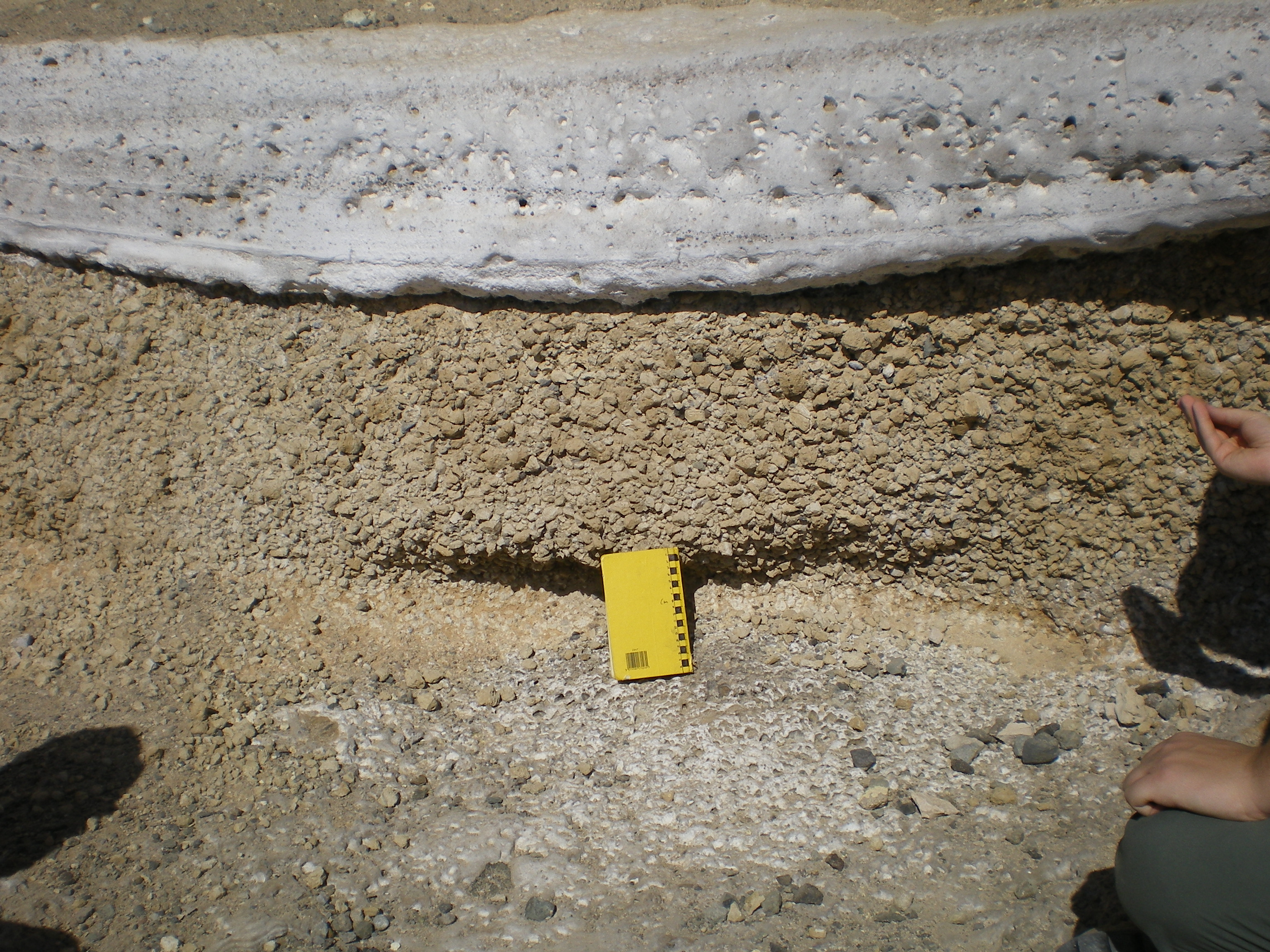

الثورات الصهارية التدفقية (ثورات الفريتوماجماتيك) هي ثورات تشكل جسيمات صغيرة نتيجة التفاعل بين المياه والصهارة. وهي تختلف عن الثورات التدفقية والصهارية. وتحتوي نواتج الثورات الصهارية التدفقية على فتات صغير، بعكس الثورات التدفقية، وهي نتيجة حدوث تفاعل بين الصهارة والمياه، بعكس الثورات الصهارية. ومن الشائع جدًا أن يحتوي الثوران الانفجاري الكبير على مكونات صهارية ومكونات صهارية تدفقية.

## الآليات
توجد العديد من النظريات التنافسية حول الآلية الفعلية التي تسهم في تشكيل الرماد. وأكثرها شيوعًا نظرية انكماش الجزيئات الحرارية الانفجارية في ظل التبريد السريع الناتج عن ملامسة المياه. وفي حالات عديدة، يكون البحر هو مصدر المياه، مثلاً كما في حالة جزيرة سرتسي. وفي حالات أخرى، ربما توجد المياه في بحيرة أو بحيرة كالديرا، على سبيل المثال، جزيرة سانتوريني، حيث كان المكون الانصهاري التدفقي للثوران المينوني ناتجًا عن كل من بحيرة وبحر لاحقًا. وهناك أمثلة أخرى على التفاعل بين الصهارة والمياه في طبقة المياه الجوفية. ويعتقد أن العديد من مخاريط الرماد في جزيرة تنريف هي صهارة تدفقية نشأت عن هذه الظروف.
تستند النظرية التنافسية الأخرى على التفاعلات القائمة بين المبّرد والوقود، التي تمت نمذجتها من أجل المجال النووي. وفي ظل هذه النظرية، يتفتت الوقود (في هذه الحالة، الصهارة) بمجرد ملامسة المبّرد (بحر أو بحيرة أو طبقة مياه جوفية). وتعمل موجات الضغط المنتشرة والانكماش الحراري على توسيع الشقوق وتزيد مساحة السطح التفاعلي؛ مما يؤدي إلى معدلات تبريد سريعة الانفجار. إن الآليتين المقترحتين متشابهتان للغاية، والواقع على الأرجح هو دمجهما.

## الرواسب
يتكون الرماد الصهاري الجوفي بالآليات نفسها على مستوى مجموعة كبيرة من التراكيب، قاعدية وحمضية. ويتشكل فتات كتلي ومتساوٍ يتسم بمحتوى فقاعي منخفض. ويعتقد أيضًا أن رواسب الثورات الصهارية التدفقية الانفجارية مفروزة بشكل أفضل وحبيباتها أدق من رواسب الثوران الصهاري. وهذا نتيجة معدل التفتيت الأعلى بكثير الذي يميز الثورات الصهارية التدفقية.

### الهيالوكلاستيت
الهيالوكلاستيت هو زجاج موجود مع البازلت الوسادي الناتج عن التبريد السريع والتكسير غير الانفجاري للزجاج البازلتي. وما زال يصنف على أنه ثورات صهارية تدفقية؛ حيث ينتج فتاتًا صغيرًا من تفاعل المياه مع الصهارة. ويمكن أن يتشكل في أعماق مياه تزيد عن 500 متر، حيث يكون الضغط الهيدروستاتي عاليًا بدرجة كافية تمنع تكوّن الفقاقيع داخل الصهارة البازلتية.

### صخور التوفة الزجاجية
التوفة الزجاجية (الهيالوتوف) هي نوع من الصخور التي تتشكل نتيجة التفتيت الانفجاري للزجاج أثناء الثورات الصهارية التدفقية في أعماق ضحلة (أو داخل طبقات المياه الجوفية). وتتميز صخور التوفة الزجاجية بطبيعة طباقية يعتقد أنها ناشئة عن تذبذب مخمد في معدل التفريغ لمدة عدة دقائق. وتتميز حبيبات الرواسب بأنها أدق بكثير من رواسب الثورات الصهارية، نظرًا لمعدلات التفتيت العالية جدًا لهذا النوع من الثوران. وتبدو الرواسب مفروزة بشكل أفضل عن الرواسب الصهارية في الميدان بسبب طبيعتها الدقيقة، ولكن يظهر تحليل حجم الحبيبات أن الرواسب رديئة الفرز بكثير عن مقابلاتها الصهارية. وتتميز الرواسب الصهارية التدفقية بفتات يعرف باسم لابيلي التراكمي، وهو عنصر أساسي في التعرف على الرواسب في الميدان. ويتشكل اللابيلي التراكمي نتيجة الخصائص التماسكية للرماد المبلل؛ مما يتسبب في التصاق الجزيئات ببعضها البعض. وتتسم بتركيب دائري عند معاينة الأنواع باليد وتحت المجهر.
تتحكم نسبة المياه إلى الصهارة بدرجة أكبر في تحديد الشكل المورفولوجي للرواسب وخصائصها. ويعتقد أن نواتج الثورات الصهارية التدفقية تكون دقيقة الحبيبات ورديئة الفرز عندما تكون نسبة الصهارة إلى المياه عالية، ولكن عندما تكون نسبة الصهارة إلى المياه أقل، فربما تكون الرواسب أخشن ومفروزة بشكل أفضل.

## كتابات أخرى
- Walker, G. P. L. 1971. Grain-size characteristics of pyroclastic deposits. Journal of Geology, 79, 696-714.
- Vespa, M., Keller, J. & Gertisser, R. 2006. Interplinian explosive activity of Santorini volcano (Greece) during the past 150,000 years. Journal of Volcanology and Geothermal Research, 152, 262-286.
- Riley, C. M., Rose, W. I. & Bluth, G.J.S. 2003. Quantitive shape measurements of distal volcanic ash. Journal of Geophysical Research, 108, B10, 2504.